# Taurus-Littrow

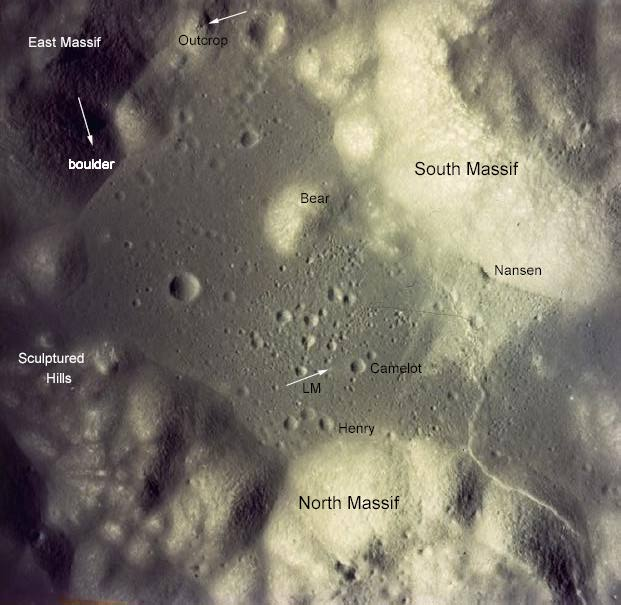
Foto aérea del valle de Taurus–Littrow, con los principales accidentes geológicos anotados (el Norte está situado en la parte inferior de la fotografía).

Taurus-Littrow es el nombre dado a un valle que se encuentra situado en la cara visible de la Luna cerca de las coordenadas 20.0ºN 31.0ºE. Fue el lugar en el que alunizó la misión espacial tripulada estadounidense Apolo 17 en diciembre de 1972, la última misión lunar tripulada hasta la fecha.
El valle de Taurus-Littrow está situado en el borde sudeste del Mare Serenitatis, en una cordillera de montañas formada hace entre 3.800 y 3.900 millones de años, cuando un gran objeto celeste impactó contra la Luna, formando el Mare Serenitatis y empujando la roca situada en los bordes hacia afuera, elevando el terreno circundante. Taurus–Littrow se encuentra cerca de los Montes Taurus, al Sur del cráter Littrow, accidentes geológicos por los que el valle recibió su nombre (bautizado así por la tripulación del Apolo 17, fue aprobado por la Unión Astronómica Internacional en 1973).
Los datos recopilados por la misión del Apolo 17 mostraron que el valle está compuesto fundamentalmente por brechas ricas en feldespato en los grandes macizos montañosos que rodean el valle, y basalto en el subsuelo del valle, cubierto por una capa de regolito lunar de materiales mixtos, formados como consecuencia de varios eventos geológicos. Taurus–Littrow fue elegido como lugar de alunizaje del Apolo 17 después de que el resto de lugares candidatos fueran descartados por varias razones, y con el objetivo de muestrear material procedente de las tierras altas lunares, así como material volcánico de la misma zona.

## Geología

### Formación y geografía
Varios millones de años tras la formación del Mar de la Serenidad, las lavas comenzaron a aflorar procedentes del interior de la Luna. Como resultado de estas lavas, las muestras de rocas y del suelo de la zona que fueron recogidas por los astronautas del Apolo 17 Eugene Cernan y Harrison Schmitt proporcionaron una visión de la historia natural y la escala temporal geológica de la Luna.

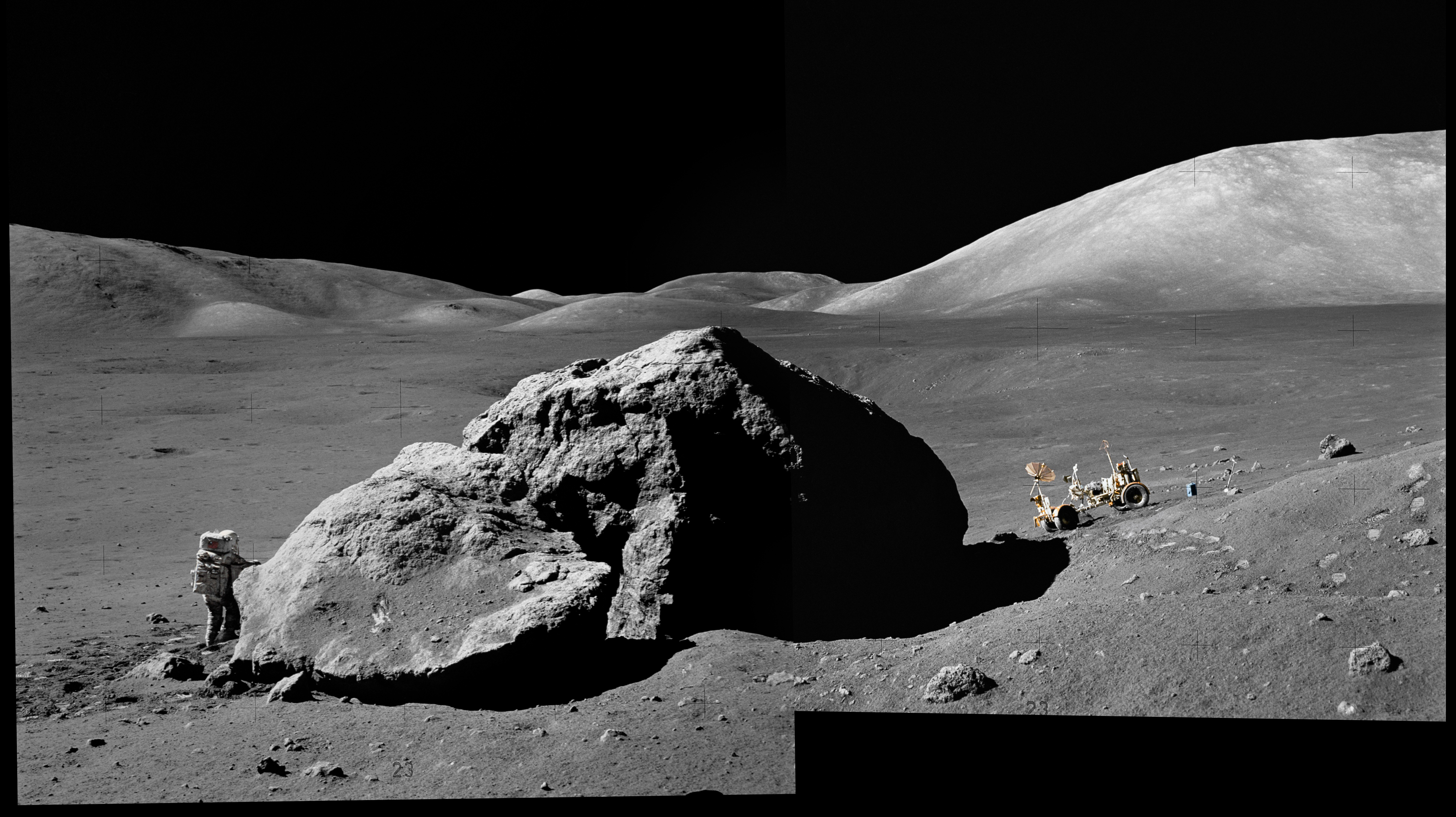
El astronauta Harrison Schmitt, fotografiado junto a un gran pedrusco en el valle de Taurus–Littrow, durante la misión Apolo 17 en 1972. El macizo Sur, una de las montañas cercanas al lugar de alunizaje, se puede ver a la derecha.

Entre unos 100 y 200 millones de años después de que la cuenca Serenitatis y el valle Taurus-Littrow se formasen, las lavas que empezaron a filtrarse a través de la corteza lunar comenzaron a inundar las áreas de baja altitud. Estos flujos de lava a menudo iban acompañados por fuentes de fuego que cubrieron los alrededores con diminutas cuentas de vidrio. Estas cuentas eran a veces de color naranja, lo que explica el suelo naranja descubierto por los astronautas del Apolo 17 en los alrededores del cráter Shorty. La mayoría de estas perlas, sin embargo, eran de color oscuro, lo que resulta en el aspecto oscuro de la cuenca Serenitatis desde la Tierra.

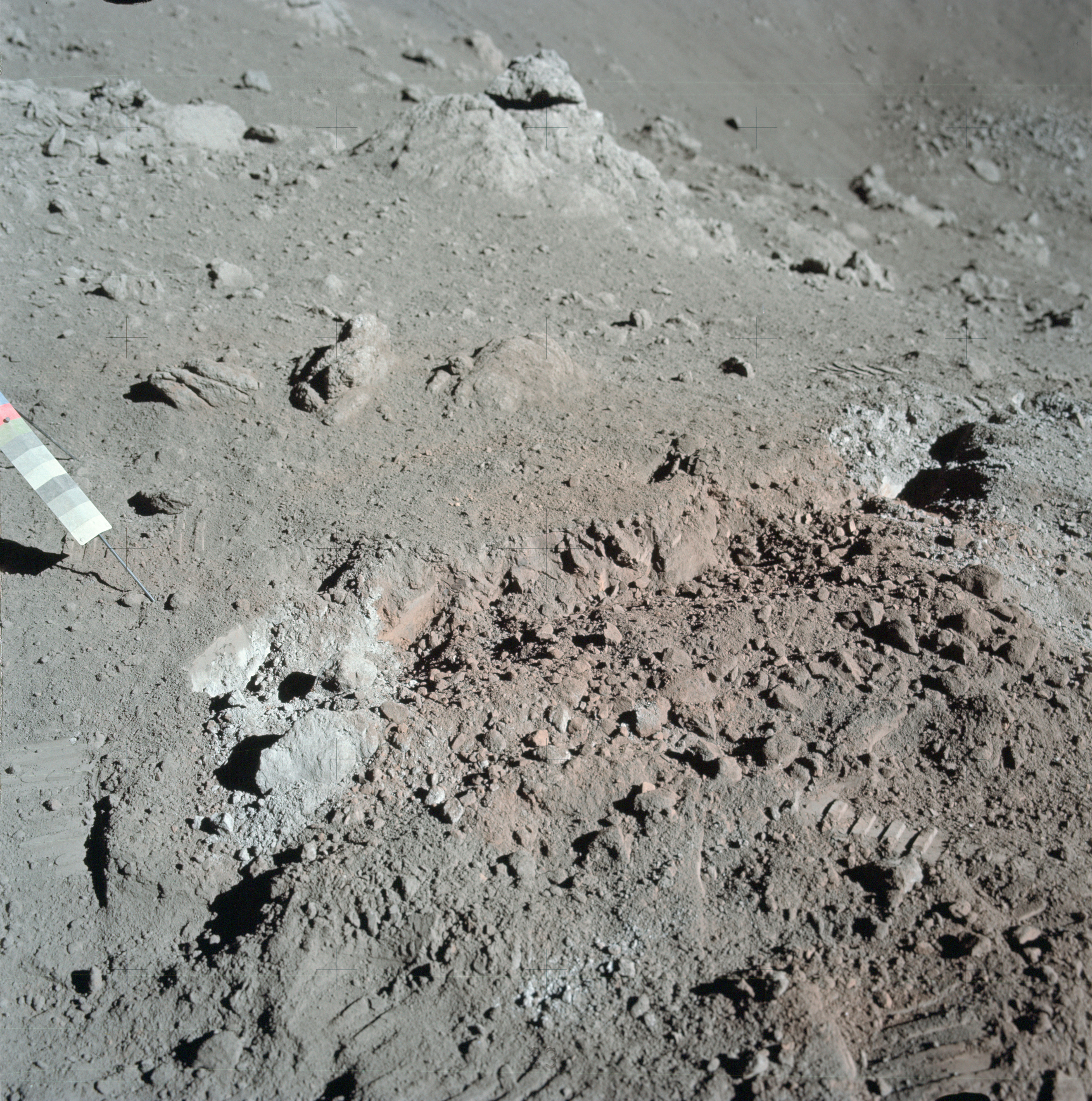
Detalle del suelo naranja descubierto por la tripulación del Apolo 17, el resultado de cuentas volcánicas de cristal.

El valle en sí es alargado a lo largo de un eje que apunta hacia el centro de Mare Serenitatis. Grandes macizos montañosos se localizan a ambos lados del valle, llamados macizos norte y sur, debido a su ubicación geográfica en relación con el otro. La altura de estos macizos dan al valle una profundidad mayor que la del Gran Cañón del Colorado en Estados Unidos. A lo largo del Macizo Sur se encuentra Bear Mountain (la montaña del oso), bautizada así por una montaña del mismo nombre, cerca de la ciudad natal de Harrison Schmitt en Silver City, Nuevo México. Las colinas esculpidas y el macizo oriental conforman el borde este del valle y hacia el oeste, un corte vertical atraviesa el fondo del valle y se eleva unos dos kilómetros (1.2 millas) por encima. Los macizos Norte y Sur desembocan en la salida principal del valle hacia el Mar de la Serenidad, parcialmente bloqueado por la montaña bautizada Family.
Basándose en las observaciones del Apolo 17, el fondo del valle es por lo general una llanura suavemente ondulada. Cantos rodados de diferentes tamaños y otros depósitos geológicos se encuentran dispersos por todo el valle. En el área de despliegue de os experimentos lunares ALSEP, situada al oeste del lugar de alunizaje, los cantos rodados promedian unos cuatro metros de tamaño y son más abundantes que en otras áreas del valle.
El impacto del cráter Tycho, que se produjo hace entre 15-20 y 70-95 millones de años, formó grupos de cráteres secundarios en varios lugares de la Luna. Los datos del examen de estos grupos sugieren que el cúmulo central de cráteres en el valle se formó como resultado de dicho impacto. Tras el análisis de los grupos de impacto secundarios conocidos resultantes del impacto que formó Tycho, se ha descubierto que la mayoría de ellos tienen una capa de material eyectado hacia el suelo, o capa de escombros, con un patrón distintivo. Los datos recogidos por el Apolo 17 y la comparación entre los cúmulos de cráter del valle y los impactos secundarios conocidos de Tycho muestran muchas similitudes entre ambos. El cluster central de cráteres tiene un patrón de eyección que apunta en la dirección de Tycho, y el patrón de los restos del manto ligero apuntan directamente hacia el macizo Sur. Esta última evidencia apoya la hipótesis de que el manto ligero se formó como consecuencia de una avalancha que ocurrió en el macizo Sur a causa de los impactos secundarios durante la formación de Tycho. El análisis a gran escala sugiere que el clúster de cráteres puede ser parte de un grupo secundario mayor a causa de Tycho, incluyendo cráteres en el macizo del Norte y otros grupos tan al norte como el cráter Littrow. Si efectivamente están relacionados, los racimos más pequeños formarían un grupo más grande que podría ser parte de un rayo debido al cráter Tycho.

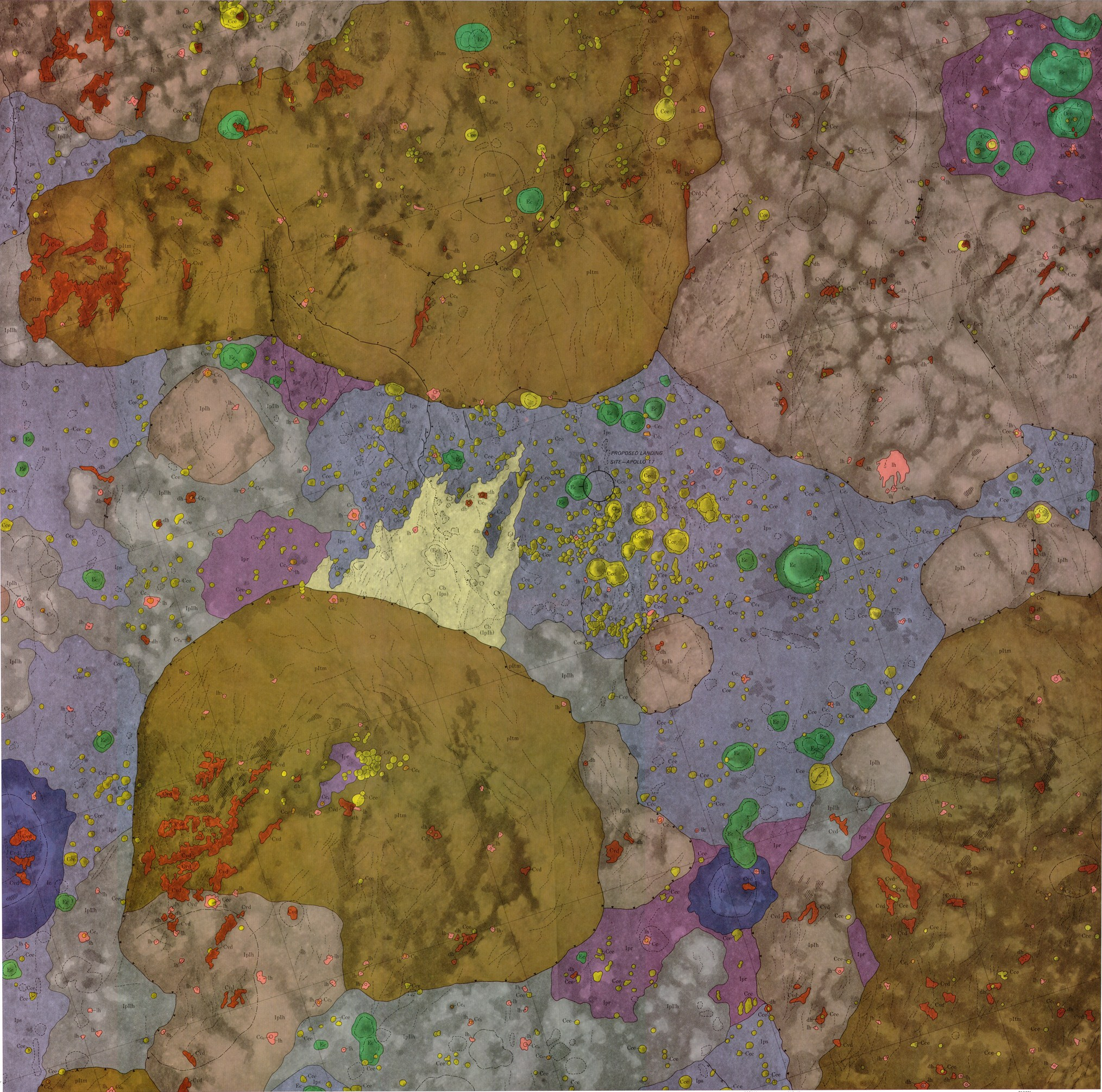
Mapa geológico de Taurus–Littrow. Leyenda:
Material del manto (muy oscuro)
Material del manto (claro)
Material del manto (oscuro)
Material de las llanuras
Material de las colinas
Material del macizo
Material de cráter
Material de cráter

### Composición
Las evidencias recogidas durante la misión Apolo 17 muestra que los macizos montañosos que rodean el valle se componen principalmente de breccias ricas en feldespato y en basalto que subyace en el fondo del valle, a consecuencia de los flujos de lava ocurridos a lo largo de la historia del valle. Los estudios sísmicos sugieren que la capa de basalto por debajo del valle tiene un espesor de unos 1.400 metros (4593.2 pies). Por encima de la capa de basalto del subsuelo se encuentra un depósito de material no consolidado de variada composición, que van desde material volcánico a regolito formado como consecuencia de diferentes impactos. El inusualmente bajo albedo, o reflectividad, del suelo del valle es resultado directo de las perlas de vidrio y los materiales volcánicos allí ubicados. Los cráteres más profundos sobre el suelo del valle actúan como "perforaciones naturales" y permitieron a los astronautas muestrear el basalto del subsuelo. Estas muestras de basalto se componen principalmente de plagioclasa, pero también contienen cantidades de clinopiroxeno y otros minerales.
La capa de regolito no consolidada en el fondo del valle tiene un espesor de aproximadamente 14 metros y contiene material expulsado de muchos impactos, sobre todo provenientes del cráter Tycho. Esto permitió que se pudieran recoger muestras de este impacto sin tener que visitar el cráter mismo. La posibilidad de que algunos cráteres en el valle podrían ser impactos secundarios de Tycho supusieron nuevas oportunidades para la toma de muestras de material expulsado por dicho impacto.
Hay varios depósitos geológicos en el fondo del valle procedente de varios eventos en la escala de tiempo geológica de la Luna. Una de estas formaciones, el manto ligero, es un depósito de material de color claro en una serie de proyecciones que se extienden alrededor de unos 6 kilómetros (3.7 millas) desde el macizo Sur a través del suelo. Los análisis previos a la misión sugirieron que este depósito podría ser el resultado de una avalancha proveniente de la vertiente norte del macizo Sur. El análisis de las muestras posterior a la misión mostraron que se compone principalmente de material de grano fino y fragmentos de roca dispersos que se extendieron presuntamente en algún momento por el fondo del valle desde el macizo Sur. La evidencia de las muestras y observaciones visuales realizadas durante la misión del Apolo 17 muestran que el manto ligero varía de espesor en todo el valle. Los cráteres situados más lejos del macizo Sur penetran a través del manto ligero hacia material subyacente más oscuro. Mientras que los cráteres cerca del macizo Sur, de hasta 75 metros de anchura, no parecen penetrar en el material más oscuro en absoluto. La edad de esta formación se estima que es aproximadamente la misma que el clúster central de cráteres, o alrededor de 70-95 millones de años de edad.
La muestra 76.535, una troctolita de grano grueso compuesta principalmente por olivino y plagioclasa se recuperó en el valle como parte de una de las muestras recogidas con rastrillo. Se considera que esta muestra ha sido la más interesante en ser traída de vuelta a la Tierra desde la Luna. Esta muestra ha sido objeto de cálculos termocronológicos con el fin de determinar si la Luna alguna vez tuvo un núcleo dinámico o estuvo formado por un núcleo metálico.
Rocas recogidas en las inmediaciones del módulo lunar son en su mayoría basalto vesicular de grano grueso del subsuelo, con alguna presencia de basalto de grano fino también. Gran parte del fondo del valle, como se muestra en las observaciones de la zona de alunizaje inmediato, es predominantemente regolito y fragmentos de diferentes tamaños como resultado de varios impactos a lo largo de la historia de la Luna.
| Mineral         | Volumen microscópico % | Volumen megascópico % |
| --------------- | ---------------------- | --------------------- |
| Plagioclasa     | 22-45                  | 20-50                 |
| Clinopiroxeno   | 31-51                  | 30-70                 |
| Olivina         | 0-7                    | 0-10                  |
| Ilmenita/opacos | 13-26                  | 5-25                  |
| Cristobalita    | 0-6                    | -                     |
| Espinela        | Trace                  | -                     |
| Vidrio          | Trace                  | -                     |

## Selección del lugar de alunizaje
El Apolo 17 fue la última misión lunar del programa Apolo, por lo que se identificaron diferentes objetivos científicos con el fin de maximizar la productividad científica de la misión. Sitios de aterrizaje tenidos en cuenta para misiones anteriores, pero finalmente rechazados, fueron reconsiderados de nuevo. Taurus-Littrow fue uno de varios lugares de aterrizaje potenciales considerados para el Apolo 17, junto con el cráter Tycho, el cráter Copérnico, y el cráter Tsiolkovsky en la cara oculta de la Luna, entre otros. Todos menos Taurus-Littrow fueron finalmente descartados por razones científicas y/u operativas. Un alunizaje en Tycho se pensaba que podía ser demasiado peligroso debido a lo accidentado del terreno. De igual manera, un alunizaje en el lado lejano de la Luna, en el cráter Tsiolkovskiy, supondría costes extras de los satélites necesarios para mantener el contacto entre la tripulación y el control de tierra durante las operaciones realizadas en la superficie lunar. Por último, un alunizaje en Copérnico fue considerado como no prioritario.
Taurus-Littrow finalmente fue seleccionado con los objetivos de muestrear materiales antiguos de las tierras altas y material volcánico joven en el mismo lugar de aterrizaje. El sitio de Taurus-Littrow ofrecía el acceso a ambos, en forma de material de las tierras altas en el material expulsado del cráter Tycho y la posibilidad de que algunos de los cráteres en la zona podría haber sido puntos volcánicos.

Panorama del valle Taurus–Littrow tomado durante la misión Apolo 17.

## Cráteres del valle Taurus-Littrow
| - Bowen-Apollo - Brontë - Camelot - Cochise - Emory - Henry-Apollo - Hess-Apollo | - Horatio - Lara - Mackin - Nansen-Apollo - Powell - Shakespeare - Sherlock | - Shorty - Steno-Apollo - Trident - Van Serg - Victory |